# 通雅
《通雅》明代科学家、文字学家方以智撰，共52卷，收入四库全书。《通雅》内容广泛，考证名物、象数、训诂、音声等。通雅全书24门：音义、读书、小学大略、诗说、文章、天文、地理、身体、称谓、姓名、官制、礼仪、乐曲、乐舞、器用、宫室、饮食、金石、算数、动植物、脉考等，是一部百科全书式的著作。
清纪昀《四库全书提要》十分推崇方以智的《通雅》，他认为明中叶的杨慎虽博洽但好伪说；焦竑也喜考证，但动辄引用佛典，失于芜杂；“然以智崛起于崇祯中，考据精核，迴出其上，风气既开，国初顾炎武、阎若璩、朱彝尊等沿波而起，始一扫悬揣之空谈，其中千虑一失，或所不免，而穷源溯委，词必有证，在明代考证家中，可谓卓然独立者矣”。
梁启超在《中国近三百年学术史》中指出方以智治学方法有三大特点：
1. 推崇疑问：“物理无可疑者，吾疑之，而必深求其故也”，“学不能观古今之通，又不能疑，焉贵书簏乎”
2. 重视旁证：“是正古文，比籍他证，乃可明也”。
3. 不盲从古人，全书每条都有自己的见解